# Distretto di Žytomyr
Il distretto di Žytomyr (in ucraino Житомирський район?, Žytomyrs'kyj rajon) è un distretto dell'oblast' di Žytomyr, nel nord dell'Ucraina. La sede amministrativa è nella città di Žytomyr. Il distretto ha una superficie di 1 441 chilometri quadrati e una popolazione, secondo una stima del 2022, di 606 433 abitanti.
Il 18 luglio 2020, nell'ambito della riforma amministrativa dell'Ucraina, il numero di distretti dell'oblast di Žytomyr è stato ridotto a quattro e l'area del distretto di Žytomyr è stata notevolmente ampliata. Prima dell'espansione, l'area del distretto era di 865,2 km2 e la popolazione stimata era di 72 213 abitanti.
Nel 1928-39 il raion era noto come distretto di Trojaniv centrato nel villaggio di Trojaniv.